# Irmãos Čapek
Irmãos Čapek (tcheco: Bratři Čapkové), Karel e Josef Čapek, foram autores tchecos. São frequentemente mencionados juntos como autores e personalidades da vida política e cultural. Como forma de homenagem, ruas da Tchéquia em Praga, Bruno e outros locais, recebem os nomes dos irmãos (ulice Bratří Čapků). Ambos eram conhecidos como adversários ferrenhos do nacional-socialismo e de qualquer tipo de ditadura, o que era claramente evidente em seus trabalhos e os tornava inimigos declarados dos ocupantes alemães. Karel Čapek morreu em 1938, pouco antes da ocupação, enquanto Josef Čapek morreu no campo de concentração de Bergen-Belsen em 1945. A irmã de ambos, Helena Čapková (1886-1961), sobreviveu à ocupação.
R.U.R. (Rossumovi Universální Roboti - "Robôs Universais de Rossum") 1920, é a peça de teatro escrita por Karel Čapek, onde a palavra "robô", criada por seu irmão Josef Čapek, surge pela primeira vez. Josef, que também era pintor, ilustrou muitas das obras de seu irmão.

## Obras em parceria
- Zářivé hlubiny, 1916.
- Krakonošova zahrada, 1918.
- Devatero pohádek, 1932.

### Dramas
- Loupežník, Komödie, 1920.
- Ze života hmyzu, 1921.
- Adam stvořitel, 1927.

## Literatura
- Čapková, Helena: Moji milí bratři ("Meus Queridos Irmãos"), (em checo) Ed. Československý spisovatel, Praga, 1962.